# ژیژکوو پوله
ژیژکوو پوله (به لاتین: Žižkovo Pole) یک منطقهٔ مسکونی در جمهوری چک است که در شهرستان هاولیچکوف برود واقع شده‌است. ژیژکوو پوله ۱۴٫۳۳ کیلومتر مربع مساحت و ۳۶۲ نفر جمعیت دارد و ۵۱۶ متر بالاتر از سطح دریا واقع شده‌است.